# Previsualització simultània

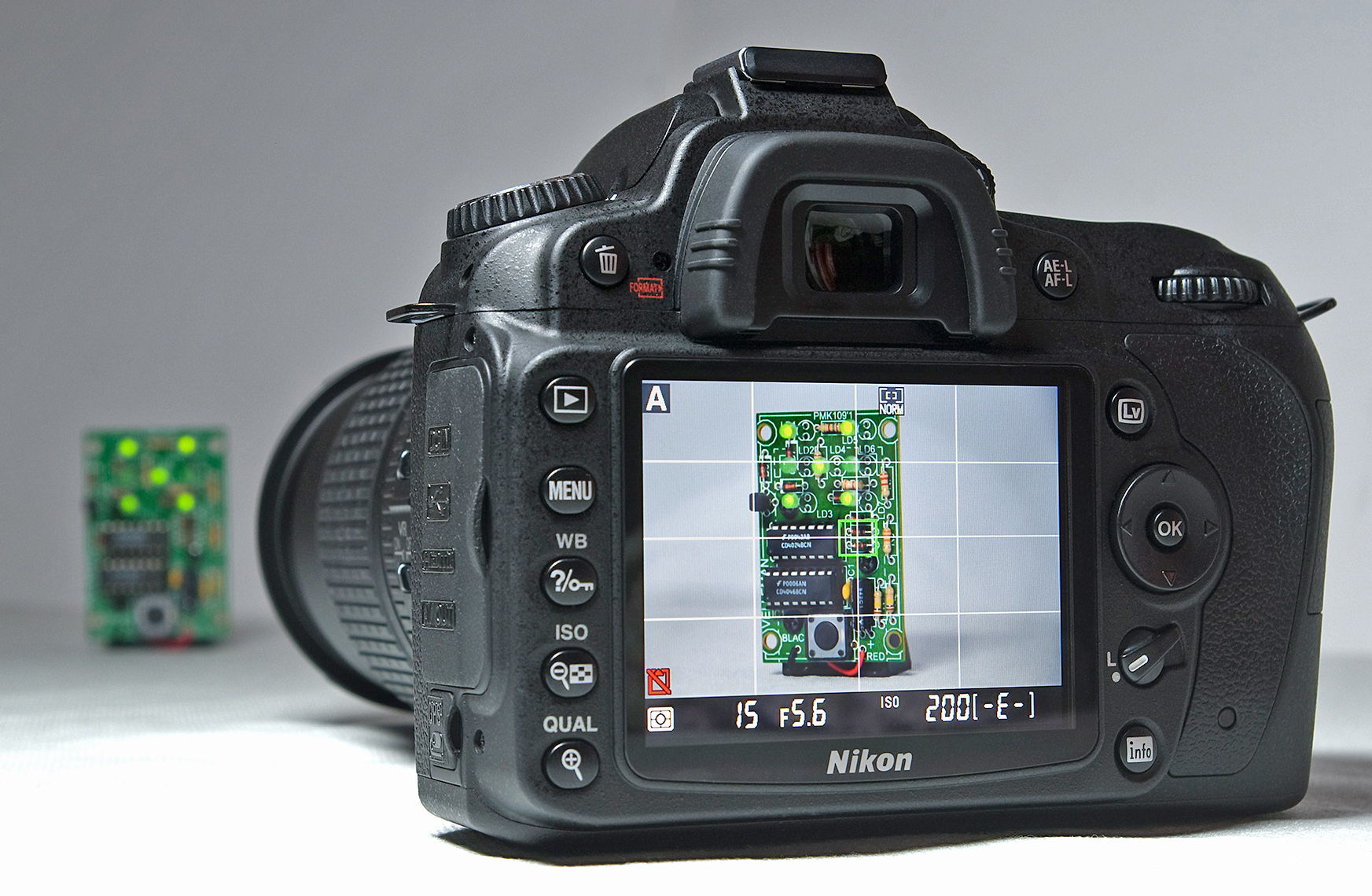
Una Nikon D90 en l'enquadrament del mode de previsualització simultània

La previsualització simultània o Live View és una característica que permet utilitzar la pantalla de previsualització d'una càmera digital com a visor. Això proporciona una vista prèvia de l'enquadrament abans de realitzar la fotografia. A la majoria de càmeres amb aquesta característica, la previsualització és generada mitjançant la contínua i directa projecció de la imatge formada per la lent al sensor d'imatge principal. Això a la vegada proporciona a la pantalla electrònica la imatge de revisualització simultània. La pantalla electrònica pot ser una pantalla de cristall líquid (LCD) o un visor electrònic (EVF).

## Història

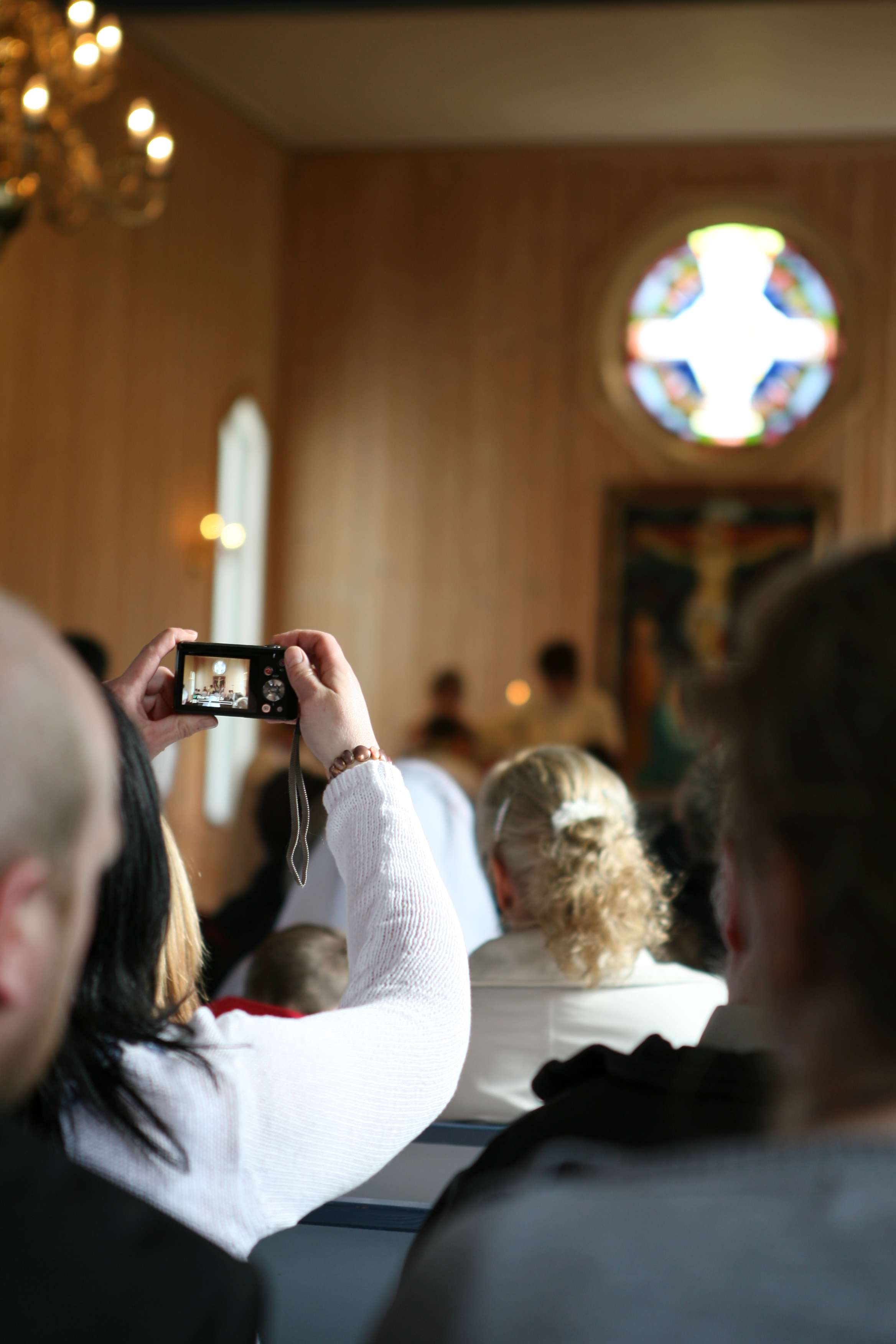
Previsualització simultània en una LCD

El concepte de càmeres amb live preview deriva principalment de les càmeres de televisió (vídeo) electròniques. Fins al 1995 la majoria de càmeres digitals no constaven del mode live preview, i no va ser fins passats més de deu anys que les càmeres rèflex digitals (DSLR) d'alta gamma van adoptar aquesta característica, ja que és incompatible amb l'antic mecanisme del mirall penjant de les càmeres rèflex no digitals.
La primera càmera fotogràfica digital amb pantalla LCD per pre-visualitzar en directe l'enquadrament automàtic va ser la Casio QV-10 el 1995.
La primera càmera prosumer que va utilitzar la visualització en directe tant per al control ES-LV de simulació d’exposició en directe com per l'enquadrament de la previsualització en directe va ser la Canon PowerShot G1 de lents fixes del 2000 (tot i que possiblement la primera va ser Canon Powershot Pro70 al 1998), tot i que encara estava al línia de càmeres compactes.
La primera DSLR que va utilitzar la visualització en directe només per la previsualització de l'enquadrament, com altres càmeres digitals prèvies que tenien visualització en directe pero no eren reflectides, era l'Olympus E-10 del 2000. La primera DSLR de lents intercanviables que utilitzava una visualització en directe per emmarcar era la Fujifilm FinePix S3 Pro, que es va posar a la venta l'octubre del 2004. El seu mode "Live Image" (imatge en directe) mostrava una visualització en directe en blanc i negre del subjecte que podia ser ampliada amb finalitats d'enfocament manual, tot i que la previsualització estava limitada a una durada de trenta segons.
La primera DSLR de lents intercanviables, en successió de les capacitas ES-LV de la Canon Powershot G1 (potser, la Cànon Powershot Pro70) va ser la Canon EOS 20Da, al 2005, va ser una versió especial de la Canon EOS 20D, i constava de modificacions en la simulació de l'exposició al mode live view per l'astrofotografia, i que incloïa una característica similar per la previsualització de l'enfocament, a més a més de ser la primera per una DSLR, la nova simulació d'exposició en directe permetia capturar exposicions d'estels amb 'efectes' de brillantor seleccionables (Cànon ExpSim LV). La primera DSLR de lents intercanviables per usos generals amb live view tant per la simulació en directe de l'exposició (ExpSim LV) com per la visualització prèvia de l'enquadrament va ser la Canon 20Da del 2005, seguida de la Canon EOS 1Ds Mark III i la Canon EOS 40D del 2007. La primera DSLR de lents intercanviables per usos generals amb live view només per la previsualització de l'enquadrament, com la majoria de càmeres digitals de lents fixes va ser l'Olympus E-330 del 2006.

## Tipus
Hi ha dos modes diferents de previsualització en directe, i només un nombre reduït de fabricants que ofereixen ambdós a l'hora a les seves càmeres digitals.
El primer és un tipus més rudimentari de previsualització en directe que mostra l'enquadrament global en una pantalla electrònica i permet una previsualització del que detectarà el sensor abans que es prengui la fotografia. Això és particularment útil quan les condicions d'enllumenat són massa fosques per un visor òptic. Aquest tipus de previsualització en directe és el autogain/framing (o pantalla amb prioritat d'enquadrament). Això requereix mitjans de determinació de l'exposició tradicionals, pel que és necessari l'ús d'un exposímetre per regular la llum que entra a través de les lents, I interpretar-la (luminància), i llavors és quan es poden ajustar els paràmetres de l'exposició per l'efecte desitjat.
El segon és un tipus més sofisticat de previsualització en directe que mostra l'aspecte exacte de l'exposició en una pantalla electrònica i permet al fotògraf alterar l'aspecte de l'exposició mitjançant l'ajustament dels paràmetres com la velocitat d'obturació, l'escala de sensibilitat fotogràfica o ISO, i l'obertura o diafragma, abans que es prengui la fotografia. Aquest segon tipus de previsualització en directe és el tipus de previsualització en directe de simulació d’exposició (o pantalla de prioritat de l'exposició). Aquest tipus de previsualització en directe elimina la dependència de l’ús tradicional de mesurament de llum.
Moltes càmeres bridge i compactes modernes amb mode de pel·lícula només tenen un control d’exposició automàtic i una compensació d’exposició limitada i una visualització en directe o live view que serveix principalment només per emmarcar.

## Càmeres només de previsualització en directe
Les càmeres només de previsualització en directe, són càmeres sense visor, trobem quatre categories diferents: càmeres digitals compactes, càmeres bridge, mirrorless interchangeable-lens camera (MILC) i càmeres SLT de Sony.
Les càmeres bridge en general són de gamma alta, el que significa que contenen característiques més avançades, una millor qualitat de construcció, són d'una mida més gran i són més cares que les càmeres contactes però tenen un sensor digital més petit. Les càmeres MILC presenten un sensor més gran i lents intercanviables, com les DSLR, però sacrifiquen el mecanisme de mirall del SLR i el visor per reduir en mida i preu, com a conseqüència només ofereixen live preview o previsualització en directe.

## SLRs digitals
Els primers exemples de simulació d’exposició en viu (ES-LV) en càmeres prosumer avançades amb ISO Manual / Manual complet, com ara Canon PowerShot Pro70 (1998), Powershot G1 (2000) i Powershot Pro90 IS (2001), tenen un visor òptic o túnel òptic i mostren la previsualització a la pantalla LCD giratòria de diversos angles. Això proporciona una visualització prèvia de simulació d’exposició en temps real WYSIWYG (what you see is what you get on en català: el que veus és el que obtens) en mode ISO complet manual / manual i modes d’exposició automàtica (AE) / ISO manual: P (programa), TV (valor de temps: prioritat de la velocitat de l'obturador) i Av (valor d'obertura). Si s’utilitza ISO automàtic, la visualització en directe d’enquadrament / enfocament Autogain (Auto-EV0) suspèn la visualització en directe de Simulació d’exposició.
Aquesta simulació d’exposició avançada en viu ES-LV en les càmeres Powershot de Canon va estar absent en totes les DSLR d’objectiuss intercanviables fins que Canon va presentar un primer ES-LV per a una DSLR d'objectius intercanviables (batejada com a versió "ExpSim LV") a la seva EOS 20Da, per previsualitzar en directe les exposicions estel·lars, que era similar a l’ES-LV que es trobava a les seves càmeres digitals avançades Powershot. Més tard, Canon va ampliar la seva DSLR ExpSim LV, més sofisticada, per adaptar-la a totes les condicions de llum, com les càmeres fotogràfiques Powershot. Els avenços i diferències més significatius en la versió DSLR d’ES-LV van ser la simulació dels efectes dels canvis d’exposició amb els canvis d’obertura escollits sense aturar l’obertura. L'ES-LV de les seves càmeres fotogràfiques Powershot sempre mantenia les obertures aturades, de manera que no calia cap "simulació d'exposició d'obertura" i obrí lleugerament l'obertura per determinar l'enfocament amb el botó d'obturació parcialment premut abans de fer una presa. El ExpSim LV de les càmeres DSLR de la seva lent EOS podia aconseguir el mateix efecte de "simulació d'exposició" tant en el mode de parada d'obertura com en l'obertura oberta de les seves lents EOS, fins i tot si la selecció de l'obertura era més estreta que el diàmetre més ampli (obert).
A la visualització en directe d’enquadrament Autogain, com per exemple en els modes AE amb ISO automàtic en vigor, l’ús del botó DOF pot produir dos efectes diferents: l’obtenció automàtica durant l’obertura aturada (fàcil de veure la previsualització del DOF) i el bloqueig automàtic o la suspensió durant l’obertura aturada (dof difícil de veure, igual que mirar amb una càmera DSLR no visualitzable en directe de la vista prèvia del visor òptic (OVF) a través de la lent (TTL)).
Per als usuaris de càmeres digitals ES-LV i els usuaris de DSLR ExpSim LV, aquest mètode avançat de gravació "Avaluació / determinació de l'exposició previsible en viu ajustable / seleccionable" en mode Full Manual / M ISO ha eliminat completament la lectura del sensor de mesurador de llum TTL comú de l'era de la pel·lícula, la selecció d’exposició desitjada amb pantalles de monitor posterior de visualització prèvia en viu pràcticament “instantàniament”, i es va estalviar temps fent qualsevol mesurador de llum TTL que es valorés per punts / àrees, que els usuaris de DSLR que no fossin ES-LV i totalment no LV fent el mesurador de llum TTL lectura "rutinària, igual que els seus homòlegs de la càmera rèflex.
El temps estalviat avaluant les opcions d’exposició òptimes instantànies per a qualsevol escenari il·luminat nou o canviant va alliberar els usuaris ExpSim LV DSLR de dedicar tot el temps a disparar principalment amb el seu visor òptic (OVF).
Quan s’utilitzen càmeres DSLR d’objectius intercanviables només amb ExpSim LV (APS-C EOS 20Da, APS-H EOS 1DMkIII, Full Frame (FF) EOS 1DsMkIII), amb el seu ExpSim LV amb mode Full Manual / M / Auto-ISO i AE / M / Mode Auto-ISO, ExpSim LV es va ampliar per primera vegada en qualsevol DSLR d’objectes intercanviables al vídeo FF ExpSim LV (1080p) de Canon en 5DMkIII, només va ser llavors quan es va canviar l’ús d’OVF, més al monitor LCD posterior. per disparar Cinematic (fotograma de sensor FF més gran que les càmeres Pro digitals Super35mm i 35mm Cine).

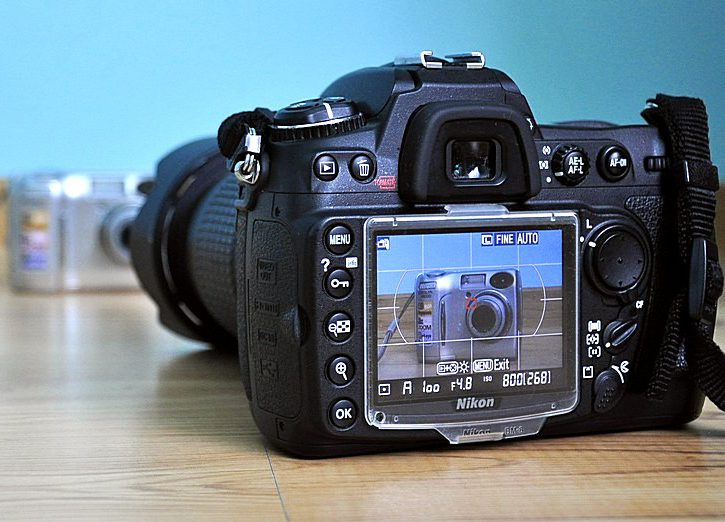
Live view a una Nikon D300

La vista prèvia menor Autogain Framing / Focus Live, manllevada de càmeres fotogràfiques de visió en viu autogain d’enquadrament / enfocament, a les DSLR de visió directa autogain menor no solen servir com a principal mitjà d’enquadrament i previsualització abans de fer una fotografia, amb aquesta funció que encara es realitza principalment amb visor òptic. La primera DSLR d’objectes intercanviables que va incloure una previsualització en directe d’enquadraments va ser la Fujifilm FinePix S3 Pro del 2004.
Tot i que inicialment és en gran manera una característica nova, la funcionalitat de previsualització en directe d’enquadrament / enfocament de la visualització en directe d’enquadrament / enfocament de la càmera digital s’ha tornat més freqüent a les càmeres DSLR i gairebé totes les DSLR noves tenen aquesta funció des de mitjan 2008. Això és particularment el cas des de l’aparició del mode de pel·lícula comú a les funcions de vídeo de càmera digital d’aquestes càmeres.
Les llistes següents, per a cada marca i línia de productes DSLR, són les primeres càmeres que tenen previsualització en directe (no es mostren les línies de productes que no existien quan es va utilitzar la previsualització en directe; a l’agost de 2014 no hi ha cap línia de productes en què la previsualització en directe ha estat abandonat després de ser introduït):
- Canon: 20Da, 40D, 450D, 1000D, 1D Mark III, 5D Mark II, 7D[3]
- Fujifilm: FinePix S3 Pro, FinePix ÉS Pro
- Leica: Digilux 3
- Nikon: D90, D300, D700, D3
- Olympus: E-10, E-330, E-30, E-3
- Panasonic: DMC-L1
- Pentax: K20D, K-7, K-x
- Samsung: GX-20
- Sony: Un300, Un350, Un500, Un55, i Un77

La funció principal de la previsualització en directe a les càmeres rèflex digitals Canon a partir del 20Da ha estat permetre, mitjançant visualització LCD, l’adquisició ràpida de selecció d’exposició coherent i previsible abans de fer una fotografia mitjançant el mode habilitat per a la “simulació d’exposició” (ExpSim) o la visualització de prioritat d’exposició. Aquest mode substitueix les deficiències de l'estimació tradicional implicades en les tècniques de mesura a través de la lent (TTL) de les rèpliques antigues DSLR de visió en viu amb només autogain / framing, DSLR sense visualització en directe, així com les deficiències dels visors òptics quan estan ambientats la il·luminació es fa massa baixa.
La previsualització en directe de simulació d’exposició en temps real (o visualització de prioritat d’exposició) havia estat disponible en moltes càmeres prosumer, com ara la sèrie Canon PowerShot G, abans d’estar disponibles a les càmeres rèflex DSL visualitzades en directe. Alguns fabricants de càmeres compactes, inclosos els models prosumer, encara no tenen aquesta funció de visualització en viu de simulació d’exposició, en comptes de confiar en la visió en viu de marcatge automàtic / enquadrament més rudimentària, on es confia en un enfocament lent i en una estimació de l'exposició lenta mitjançant tècniques de mesura TTL. Les càmeres digitals de previsualització en viu capaces de simulació d’exposició en temps real permeten obtenir més ràpidament les exposicions desitjades, especialment en modes manuals, tant per a fotografia fixa com per a vídeo.
Entre les DSLR que aconsegueixen enfocar-se mitjançant els sensors de detecció de fase estàndard que fan servir les DSLR, a diferència d’algunes càmeres digitals compactes, cap ha aconseguit mostrar una cobertura del fotograma del 100%. Això elimina un dels avantatges clau de la previsualització en directe respecte dels visors òptics, especialment en càmeres amb més pressupost. A més, els visors òptics de cobertura del 100% s’han convertit recentment en més habituals i assequibles amb l’aparició de Canon EOS 7D, Nikon D300, Olympus E-3 i Pentax K-7. Més recentment, el Nikon D7000 de gamma mitjana (superior) ha portat la característica a un preu una mica més baix.
Algunes càmeres digitals de visualització prèvia en temps real de simulació d'exposició en temps real també ofereixen gràfics d'histogrames en viu per a l'equilibri tonal o el color, on el gràfic canvia instantàniament a mesura que es fan els ajustos de l'exposició. Altres funcions inclouen la previsualització de la profunditat de camp en viu (DOF) i la indicació en directe de les àrees de la imatge sobreexposades
Gairebé totes les càmeres compactes i bridge modernes tenen un mode de pel·lícula, mentre que aquesta funció només va estar disponible a les DSLR durant el 2008. La Nikon D90 amb vídeo 720p es va anunciar a l'agost del 2008 i la Canon EOS 5D Mark II amb vídeo 1080p es va anunciar el setembre del 2008 La Canon EOS 5D Mark II va ser la primera càmera DSLR que va oferir un control total sobre la seva previsualització en temps real de simulació d’exposició en temps real per a vídeo, en lloc de només la previsualització en directe només en autogain / enquadrament.

## Avantatges
El live preview pot mostrar informació addicional, com un histograma d'imatge, nombre focal, enquadraments de càmera, nivell de bateria de la càmera, i l'espai d'emmagatzematge restant. Algunes implementacions tenen un focus peaking, característica que destaca àrees del marc que estan enfocades. Són també més acurades que un visor òptic en diverses característiques:
- Mostren l'escena des del mateix punt de vista que les lents de la càmera, sense paral·laxi.
- Són compatibles amb lents d'alta proporció, sense necessitar un voluminós mirall reflector (reflex).
- Mostren aproximadament com es veurà l'escena sota l'exposició escollida, incloent-hi el balanç de blancs, la saturació, els efectes, etc.
- Mostren una escena amb llum baixa molt més lluminosa del que es mostraria amb un visor, just com apareixerà la imatge final.
- Mostren el 100% de cobertura de la imatge final.
- El live view també pot ser utilitzat en mode vídeo (el que no és possible en un OVF)

## Limitacions
Live preview té les següents limitacions:
- Pot haver-hi un retard entre els canvis en l'escena i la visualització en directe de la pantalla.
- Molt poques implementacions de previsualització en directe no tenen control de guanys automàtic i queden pràcticament en blanc en condicions de poca llum.
- El live view de les càmeres compactes i les càmeres bridge amb sensors més petits poden ser difícils d'operar en entorns més foscos i tendeixen a un sever retard.

La previsualització en directe es fa servir amb càmeres bridge des de fa uns anys, però amb una resolució i una qualitat d'imatge limitades. S'utilitzen a la majoria de càmeres modernes sense mirall (per exemple, Panasonic Micro Four Third System, Sony NEX, Sony SLT, Nikon V1).
Molts fotògrafs professionals i aficionats avançats prefereixen càmeres de DSLR que tenen un autèntic visor òptic a través de la lent (OVF).